# Genji: Days of the Blade
Genji: Days of the Blade is een computerspel en is het vervolg op Genji: Dawn of the Samurai. Beide spellen zijn losjes gebaseerd op de Genji-legende uit Japan, en spelen zich daarom af in het middeleeuws Japan. Het spel is exclusief gemaakt voor de PlayStation 3, en was een van de launchgames van SCEE.

## Gameplay
In Genji: Days of the Blade krijgt de speler controle over vier personages, in plaats van de twee speelbare personages in het originele spel.
De speler kan opnieuw spelen als Yoshitsune, de samurai rond wie het verhaal draait; en zijn rechterhand, Benkei. Nieuw in dit spel zijn Shizuka en Lord Buson: ze kwamen beiden voor in het vorige spel, maar waren toen niet speelbaar. De speler kan altijd real-time tussen deze verschillende personages wisselen, en zo kunnen hun sterke punten beter benut worden. Ook kan er real-time gewisseld worden tussen twee wapens per personage.

## Prijzen
- "IGN Award for Best Artistic Design on PlayStation 3" in 2006.